# 伊木忠識

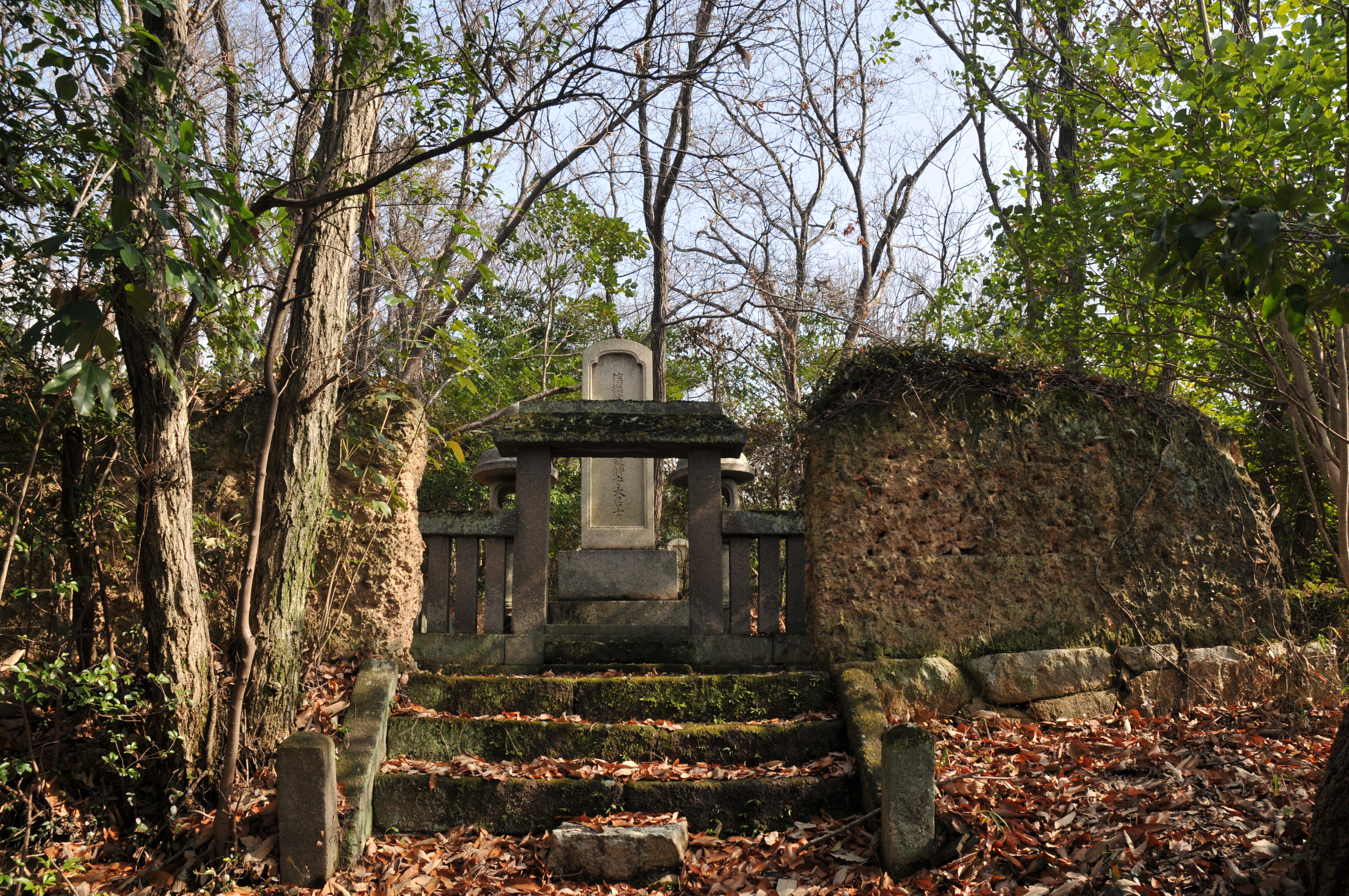
伊木忠識の墓

伊木 忠識（いぎ ただもと、寛延3年6月11日（1750年7月14日） - 文化5年1月5日（1808年2月1日））は、岡山藩筆頭家老。伊木家10代当主。通称は長門。主君は池田斉政。

## 生涯
忠識は7代当主・伊木忠知の四男として岡山城下で生まれた。伊木修理知充と名乗り分家の家督を継ぎ、池田家家臣となっていた。
文化4年（1807年）7月、甥である9代忠真が嗣子を得られないまま27歳で没したため、急遽58歳で本家の家督を相続した。家老職に就いて6か月後の文化5年（1808年）1月、59歳で没した。
岡山藩家老・土倉一之の四男が養子となり、11代忠順として伊木家の家督を継いだ。
法名は「信綱院殿前長州心厳静安大居士」。墓所は伊木家長島墓所（岡山県瀬戸内市）。